# 좋아서
《좋아서》(좋은 아빠가 되기 위한 스타들의 리얼 육아 보고서)는 2008년 9월 14일에 파일럿으로 방영되었다가, 2008년 11월 1일부터 2009년 1월 24일까지 SBS에서 방송된 텔레비전 프로그램이다. 남자 5명이 아이를 기르는 방법을 배우는 내용을 다루었다.

## 출연진
- 김희철 - 불량 아빠
- 김형범 - 핫산 아빠
- 유세윤 - 삐딱 아빠
- 이홍기 - 꽃 아빠
- 김건모 - 까만 아빠
- 문메이슨 - 아기 모델
- 이효정 - 초등학생 외동딸[1](1~5회까지 출연)
- 윤정은 - 6~12회까지 출연[2]